# クモ状血管腫
クモ状血管腫（クモじょうけっかんしゅ、英：spider angioma, vascular spider）は、顔面や前胸部などの上大静脈領域に蜘が足を広げたように血管が拡張して、中心部の血管が拍動しているもの。
拍動している中心部を鉛筆などで押さえると、血管腫が消失したように見える。肝硬変などの肝疾患で見られる。